# Naturschutzgebiet Steinbruch Arenritt
Das Naturschutzgebiet Steinbruch Arenritt ist ein 8,4 Hektar großes Naturschutzgebiet (NSG) östlich von Strücken im Stadtgebiet von Lüdenscheid im Märkischen Kreis in Nordrhein-Westfalen. Das Gebiet wurde 1994 als NSG ausgewiesen. Es liegt östlich der Volme und der Bundesstraße 54.

## Gebietsbeschreibung
Bei dem Naturschutzgebiet handelt es sich um drei aufgelassene Grauwacke-Steinbrüche und angrenzende Laubholzbestände an der Südwestflanke des Bergs Arenritt bzw. am rechten, westexponierten Volmesteilhang. Der Laubwald ist teils als Hainbuchen-Niederwald ausgebildet. Die mehrstämmigen Hainbuchen erreichen nur selten größere Höhen als 12 m.